# John Bergamo
John Bergamo (28. května 1940, Englewood, New Jersey, USA – 19. října 2013) byl americký perkusionista a hudební skladatel. 
Spolupracoval s hudebníky jako Frank Zappa, Nexus, David Liebman, Ali Akbar Khan, Lou Harrison, Malcolm Goldstein, Mickey Hart, Emil Richards, Shadowfax, L. Shankar, Glen Velez, Lukas Foss, Gunther Schuller, Charles Wuorinen, John McLaughlin, Trichy Sankaran nebo Steve Gadd.